# John Haggan
John Haggan (16 tháng 12 năm 1896 – tháng 6 năm 1982) là một cầu thủ bóng đá người Anh thi đấu ở vị trí wing half thi đấu ở Football League cho Brentford và Sunderland.

## Thống kê sự nghiệp
| Câu lạc bộ          | Mùa giải            | Giải vô địch         | Giải vô địch | Giải vô địch | Cúp FA | Cúp FA | Tổng | Tổng |
| Câu lạc bộ          | Mùa giải            | Hạng đấu             | Trận         | Bàn          | Trận   | Bàn    | Trận | Bàn  |
| ------------------- | ------------------- | -------------------- | ------------ | ------------ | ------ | ------ | ---- | ---- |
| Sunderland          | 1919–20             | First Division       | 2            | 0            | 0      | 0      | 2    | 0    |
| Brentford           | 1922–23             | Third Division South | 18           | 1            | 3      | 0      | 21   | 1    |
| Tổng cộng sự nghiệp | Tổng cộng sự nghiệp | Tổng cộng sự nghiệp  | 20           | 1            | 3      | 0      | 23   | 1    |